# Maurice Ville
Maurice Ville (Saint-Denis, 30 d'octubre de 1900 - Bobigny, 12 d'abril de 1982) va ser un ciclista francès que fou professional entre 1923 i 1928. En el seu palmarès destaca la Volta a Catalunya de 1923.

## Palmarès
- 1922
  - 1r al Circuit d'Alençon
- 1923
  -  1r a la Volta a Catalunya i vencedor de 3 etapes
  - 1r al Circuit du Cantal
- 1924
  - 1r al Tour de Vaucluse
- 1927
  - 1r a la París-Laigle
  - 1r a la Brussel·les-París
  - Vencedor d'una etapa de la Volta a Catalunya
- 1928
  - 1r a la París-Contres

### Resultats al Tour de França
- 1924. Abandona (3a etapa)